# Liste von Webforen-Software
Dies ist eine unvollständige Liste von Webforen-Software. Nicht in dieser Liste enthalten sind Plugins für andere Software oder Foren-Software, die bereits dort in einfacher Form integriert ist, sowie Hoster von Webforen-Software.

## Liste
| Name                  | Entwickler                                         | Aktuelle Version | Veröffentlicht     | Programmiersprache | Lizenz                               | deutschsprachig                    |
| --------------------- | -------------------------------------------------- | ---------------- | ------------------ | ------------------ | ------------------------------------ | ---------------------------------- |
| Discourse             | Civilized Discourse Construction Kit, Inc.         | 3.3.1            | 27. August 2024    | Ruby, JavaScript   | GNU General Public LicenseVersion 2  | ja                                 |
| Discuz!               | Comsenz Technology Ltd.                            | X3.4             | 2018               | PHP                | proprietär                           | nein, nur inoffizielle Übersetzung |
| FluxBB                |                                                    | 1.5.11           | 31. Dezember 2018  | PHP                | GPL (Freie Software)                 |                                    |
| IP.Board              | Invision Power Services                            | 4.6.10           | 01. Februar 2022   | PHP                | proprietär                           | ja                                 |
| MyBB                  | MyBB Group                                         | 1.8.38           | 30. April 2024     | PHP                | LGPL (Freie Software)                | ja                                 |
| Phorum                | Phorum Development Team                            | 5.2.23           | 31. Januar 2017    | PHP                | Phorum License (ähnlich BSD)         | ja                                 |
| phpBB                 | phpBB Limited                                      | 3.3.15           | 02. April 2025     | PHP                | GNU GPLv2                            | ja                                 |
| phpMyForum            | Christoph Roeder                                   | 4.2.1            | 25. Juli 2011      | PHP                | Q Public License                     | ja                                 |
| PunBB                 | PunBB-Team                                         | 1.4.6            | 9. März 2021       | PHP                | GPL (Freie Software)                 |                                    |
| Simple Machines Forum | SMF Team                                           | 2.1.4            | 7. Mai 2023        | PHP                | BSD ab Version 2.0, davor proprietär | ja                                 |
| vBulletin             | InternetBrands Inc. bzw. vBulletin Solutions, Inc. | 6.0.0            | 24. August 2023    | PHP                | proprietär                           | ja                                 |
| YaBB                  |                                                    | 2.6.12           | 5. Januar 2016     | Perl               | YPL (YaBB Public License)            | ja                                 |
| WoltLab Burning Board | WoltLab GmbH                                       | 6.0.17           | 13. September 2024 | PHP                | proprietär                           | ja                                 |
| XenForo               | XenForo Ltd.                                       | 2.3.3            | 3. September 2024  | PHP                | proprietär                           |                                    |